# Anopheles kompi
Anopheles kompi är en tvåvingeart som beskrevs av Edwards 1930. Anopheles kompi ingår i släktet Anopheles och familjen stickmyggor. Inga underarter finns listade i Catalogue of Life.